# Автономна Республіка Крим (монета)
«Автоно́мна Респу́бліка Крим» — пам'ятна монета номіналом 5 гривень, випущена Національним банком України, присвячена адміністративно-територіальній одиниці на півдні України, розташованій на Кримському півострові, який омивається водами Чорного та Азовського морів.
Монету введено в обіг 25 квітня 2018 року. Вона належить до серії «Області України».

## Опис монети та характеристики
| Номінал грн. | Метал                   | Маса, г | Діаметр, мм | Якість виготовлення       | Гурт                 | Тираж, штук |
| ------------ | ----------------------- | ------- | ----------- | ------------------------- | -------------------- | ----------- |
| 5            | нікелевий сплав, нордик | 9,4     | 28,0        | спеціальний анциркулейтед | секторальне рифлення | 45 000      |

### Аверс
На аверсі монети розміщено: угорі малий Державний Герб України, по колу написи: «НАЦІОНАЛЬНИЙ БАНК УКРАЇНИ» (угорі), «П'ЯТЬ ГРИВЕНЬ» (унизу), праворуч — логотип Банкнотно-монетного двору Національного банку України; у центрі — композицію, що символізує Крим: Ведмідь-гора (Аю-Даг), праворуч від якої — рік карбування монети «2018»; на тлі стилізованих хвиль — античний корабель, під яким — Ханський палац у Бахчисараї, альтанка в Херсонесі, де відбулося хрещення князя Володимира (ліворуч), унизу — гроно винограду, амфора, татарська та антична монети, квіти гірської лаванди.

### Реверс
На реверсі монети зображено стилізовану карту України на тлі орнаменту з твору «Таріль» автора Рустема Скибіна, по колу розміщено написи: «АВТОНОМНА РЕСПУБЛІКА КРИМ» (угорі), «УКРАЇНА» (унизу).

## Автори

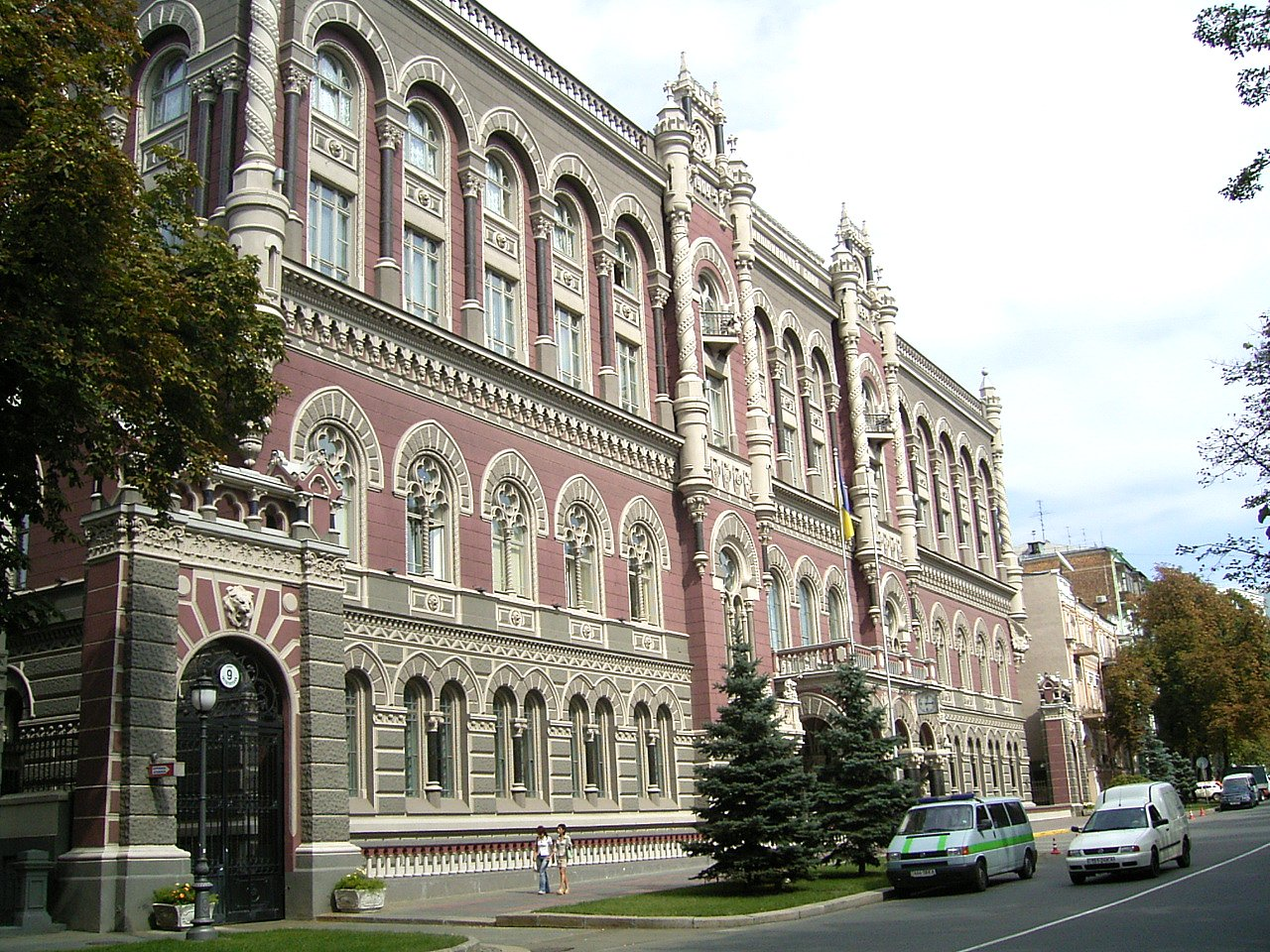
Будівля Національного банку України

- Художник — Іваненко Святослав.
- Скульптор — Іваненко Святослав.

## Вартість монети
Під час введення монети в обіг 2018 року Національний банк України реалізовував монету через свої філії за ціною 44 гривні.
Фактична приблизна вартість монети, з роками змінювалася так:
| Рік        | 2018 | 2019 | 2020 | 2021 | 2022 | 2023 | 2024 | 2025 |
| ---------- | ---- | ---- | ---- | ---- | ---- | ---- | ---- | ---- |
| Ціна, грн. | 110  | 115  | 115  | 120  | 130  | 350  | 500  | 910  |